# Ericofon
Das Ericofon, auch Kobratelefon oder kurz Kobra genannt, war ein schwedisches Telefonmodell, das 1956 von LM Ericsson auf den Markt gebracht wurde. Heute ist es ein begehrtes Sammlerobjekt.

Werbelogo

## Entwicklung

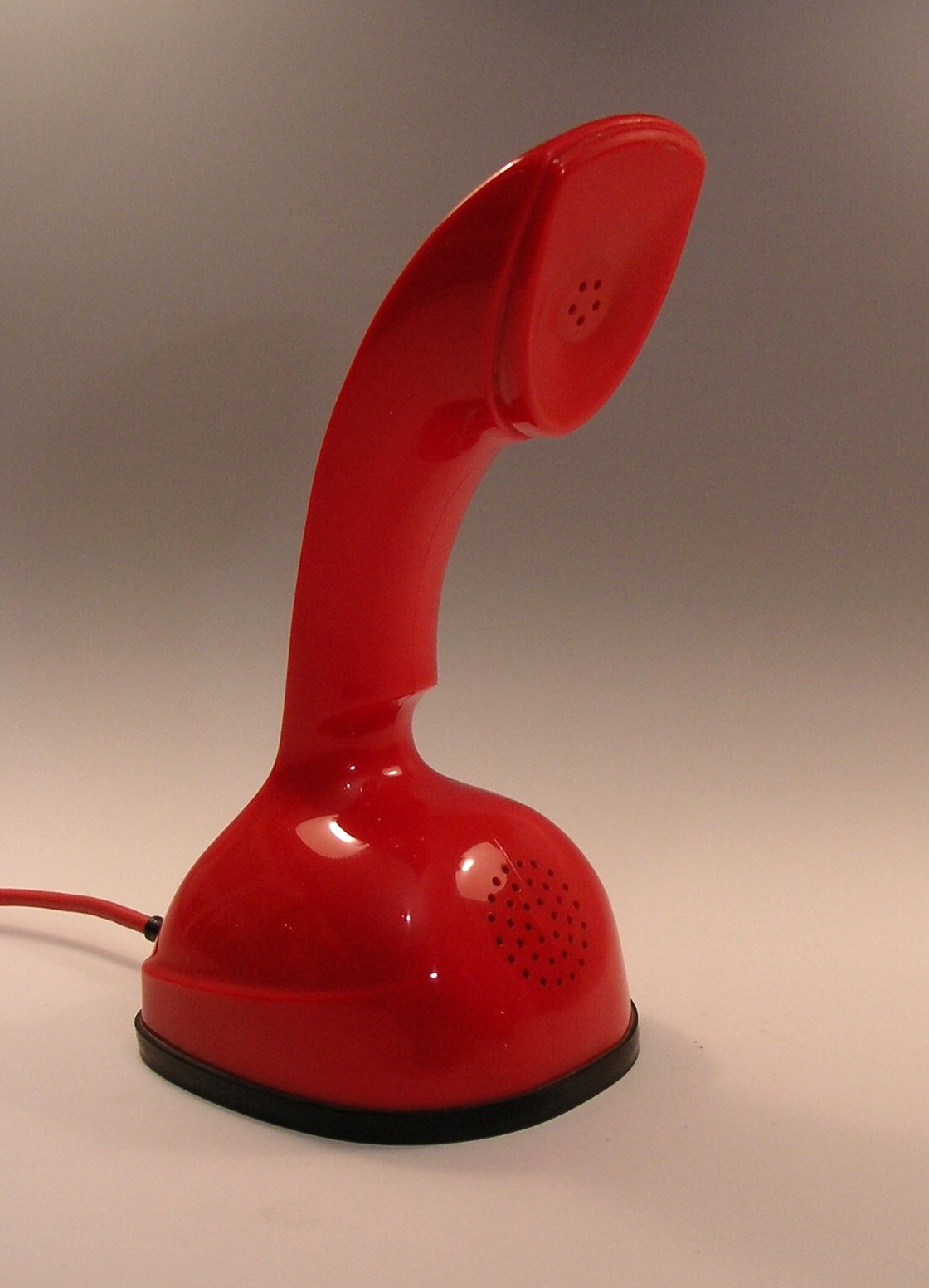
Ericofon, in seiner endgültigen Form von 1956

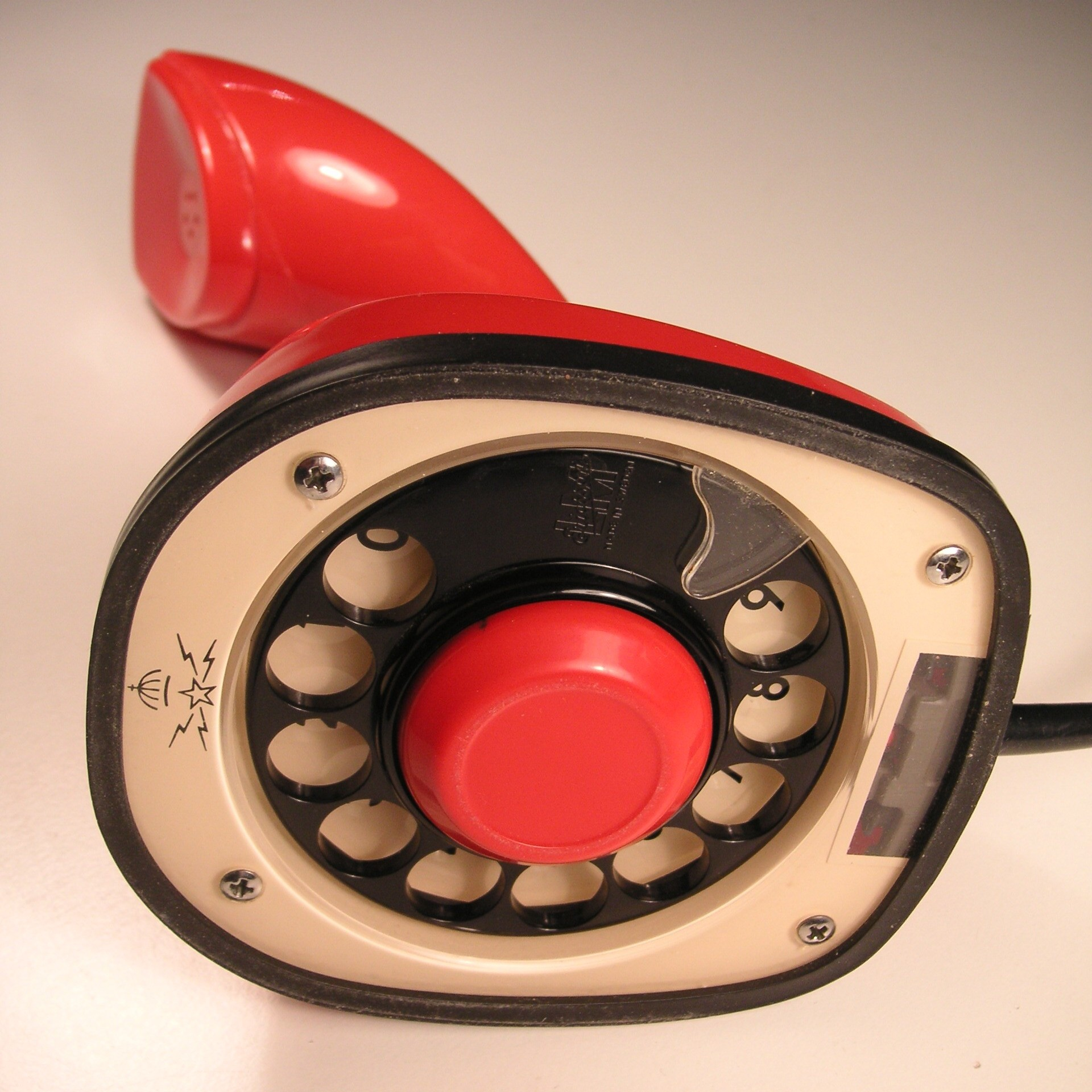
Ericofon, Unteransicht auf die Wählscheibe

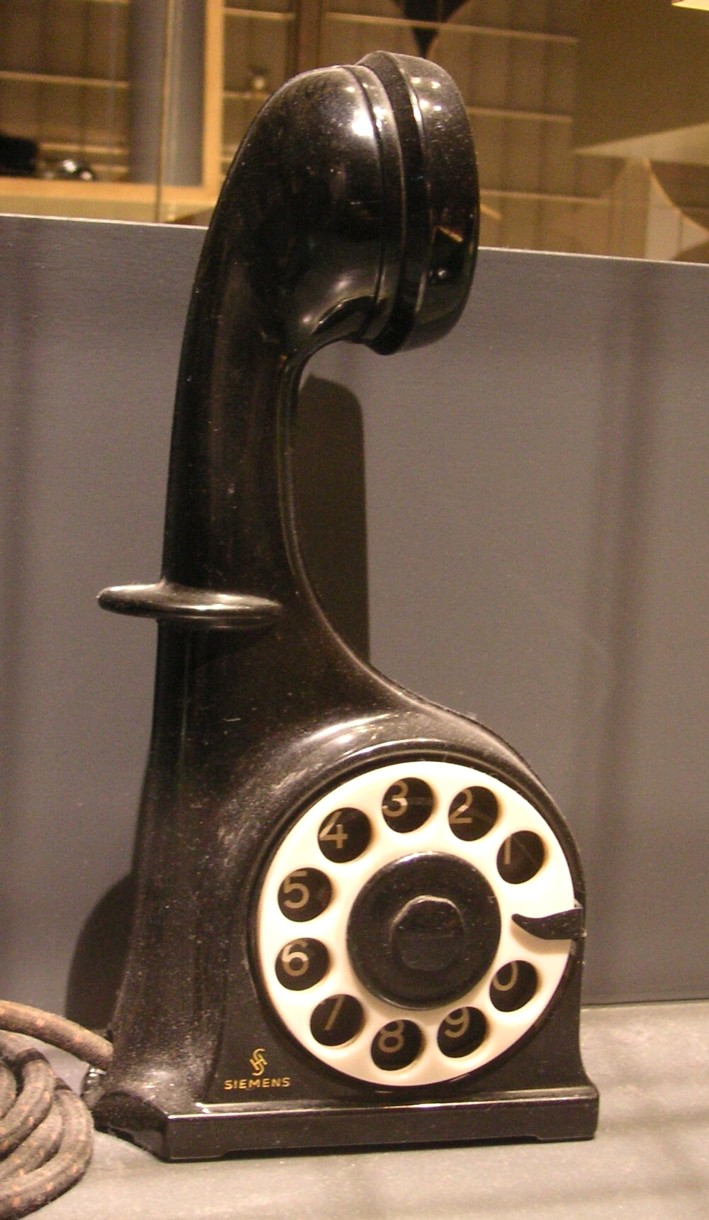
Siemens Prototyp 1930 „Hockender Hund“

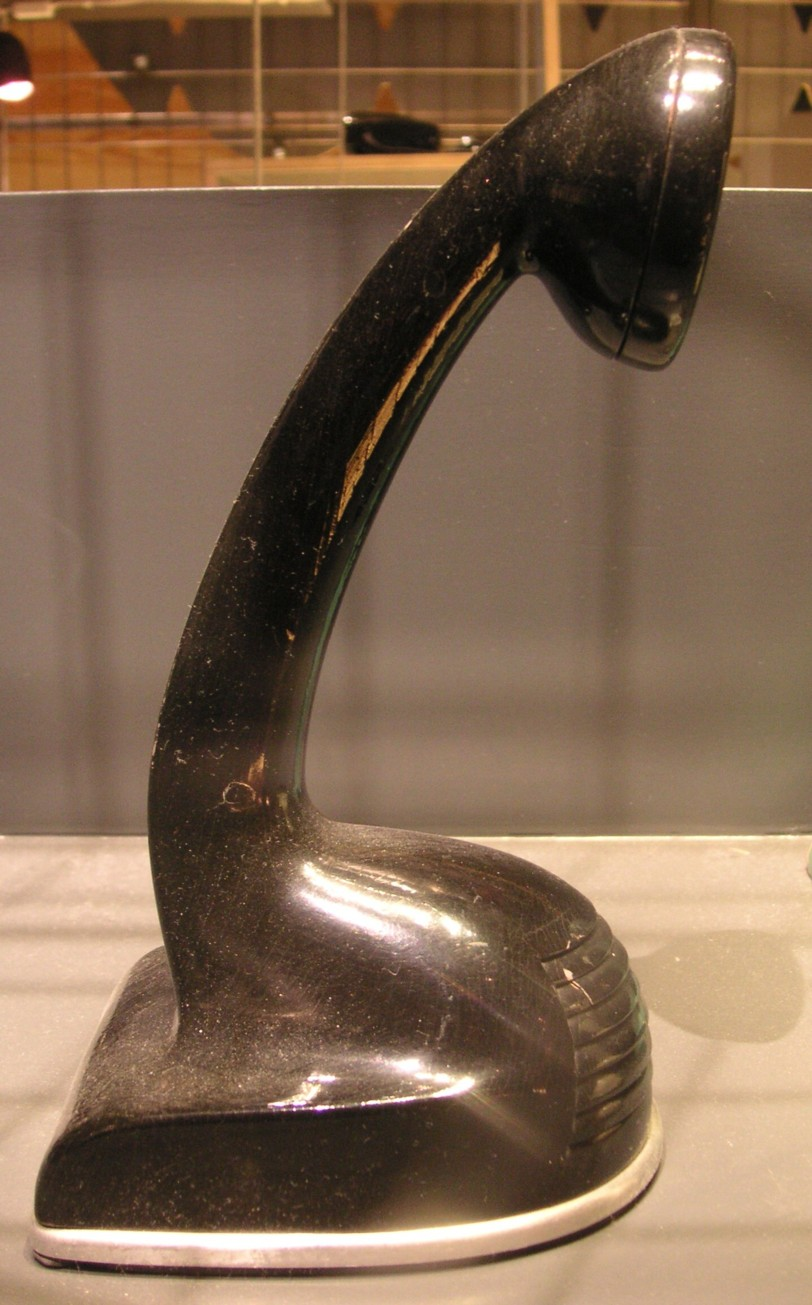
Ralph Lysells Prototyp von 1941

Schon 1940–41 hatte Ericsson damit begonnen, ein so genanntes Einstück-Telefon (Apparatteil und Hörer in einem Stück) zu entwickeln. Ericsson hatte im Sommer 1939 eine Gruppe von Industriedesignern angestellt, unter ihnen Ralph Lysell (1907–1987). Von ihm stammten die Entwürfe für die ersten Holzmodelle eines solchen Telefons. Die Idee zu einem solchen Telefon hatte LM Ericsson bei Siemens & Halske gefunden. Siemens hatte schon 1930 das erste Einstück-Telefon der Welt entwickelt und patentieren lassen. Die Nummernscheibe befand sich seitlich am Fuß, alternativ unten im Fuß. Der Siemens-Apparat, wegen seines Aussehens auch „Hockender Hund“ genannt, ging jedoch nie in Serienproduktion.
Die Weiterentwicklung des Ericofons wurde vom Zweiten Weltkrieg unterbrochen und erst 1950 waren die ersten Prototypen fertig. Ende 1956 kam schließlich die Produktion unter Gösta Thames, dem Leiter der Apparatetechnischen Gruppe bei Ericsson, in Gang. Thames war auch maßgeblich an der endgültigen Ausführung des Telefons beteiligt. Der Arbeitsname war Erifon, doch die offizielle Bezeichnung wurde Ericofon DBJ 500. Im Volksmund bekam das Telefon, wegen seines Aussehens, bald den Spitznamen Kobra oder Kobratelefon. Aufgrund seiner skandinavischen Herkunft war ein anderer Spitzname des Telefons   Scandiphone.

## Herstellung
Das Kobra-Telefon wurde ein unmittelbarer Erfolg und schon nach einem halben Jahr überstieg die Nachfrage die Produktionskapazität um 500 Prozent. Das Ericofon wurde in vielen Farben hergestellt, für den amerikanischen Markt beispielsweise in 18 verschiedenen Tönen. Das Design war so kompakt, dass kein Platz für das Läutwerk vorhanden war, daher wurde Kobra oft als Zweitapparat verwendet oder man kaufte sich eine separate Klingel. Im Boden des Telefons befand sich die Wählscheibe mit einem großen Druckschalter in der Mitte, der automatisch den Kontakt zur Amtsleitung herstellte, sobald man das Telefon anhob und ihn wieder unterbrach, wenn man es zurückstellte. Als Ericsson 1982 die Produktion des Ericofon DBJ 500 einstellte, hatte man 2.510.000 Stück hergestellt. Heute ist das Kobra-Telefon ein begehrtes Sammlerobjekt, besonders das rote Exemplar.

## Nachfolgermodell
Zum hundertsten Firmenjubiläum 1976 brachte Ericsson einen Nachfolger heraus, das Ericofon DBJ 700, entworfen von Carl-Arne Breger. Es hatte Drucktasten statt Wählscheibe, konnte aber mit seinem Vorgänger nicht konkurrieren. Nach 41.380 hergestellten Exemplaren wurde 1984 die Produktion eingestellt.